# Ангьяно (комарка)

Ангьяно (исп. Comarca de Anguiano)  — район (комарка) в Испании, входит в провинцию Риоха в составе автономного сообщества Риоха.

## Муниципалитеты
1. Ангьяно
2. Баньос-де-Рио-Тобия
3. Берсео
4. Бриева-де-Камерос
5. Вентроса
6. Вильявелайо
7. Вильяверде-де-Риоха
8. Виньегра-де-Абахо
9. Виньегра-де-Арриба
10. Каналес-де-ла-Сьерра
11. Ледесма-де-ла-Коголья
12. Мансилья-де-ла-Сьерра
13. Матуте
14. Педросо
15. Сан-Мильян-де-ла-Коголья
16. Тобия
17. Эстольо